# Bitwa pod Haelen
Artykuł ten został zgłoszony do umieszczenia na stronie głównej w rubryce „Czy wiesz”.
Pomóż nam go sprawdzić: oceń zgłoszoną nominację.
Bitwa pod Haelen (niem. Gefecht bei Halen), zwana także „bitwą srebrnych hełmów” (niderl. Slag der Zilveren Helmen, fr. Bataille des casques d'argent) – starcie zbrojne, które miało miejsce 12 sierpnia 1914 roku na froncie zachodnim I wojny światowej, w pobliżu miejscowości Haelen nad rzeką Gete w Belgii. Bitwa została stoczona pomiędzy oddziałami niemieckimi dowodzonymi przez gen. Georga von der Marwitza oraz siłami belgijskimi pod dowództwem gen. Léona de Witte.
Była to pierwsza bitwa I wojny światowej stoczona głównie przez kawalerię, a zarazem pierwsze taktyczne zwycięstwo Belgów. Starcie to było jednym z nielicznych niepowodzeń wojsk niemieckich w tej fazie wojny. Zwycięstwo Belgów nie miało jednak dużego znaczenia strategicznego i ostatecznie nie przeszkodziło Niemcom w opanowaniu prawie całego terytorium Belgii.

## Tło
3 sierpnia rząd belgijski odrzucił niemieckie ultimatum, a rząd brytyjski zagwarantował Belgii wsparcie wojskowe w przypadku inwazji ze strony Niemiec. Niemcy wypowiedziały wojnę Francji, rząd brytyjski zarządził powszechną mobilizację, a Włochy ogłosiły neutralność. 4 sierpnia rząd brytyjski wysłał ultimatum do Niemiec i wypowiedział im wojnę o północy z 4 na 5 sierpnia czasu środkowoeuropejskiego. Belgia zerwała stosunki dyplomatyczne z Niemcami, a Niemcy wypowiedziały wojnę Belgii. Wojska niemieckie przekroczyły granicę belgijską i zaatakowały pod Liège. Tydzień po rozpoczęciu inwazji niemiecka kawaleria operowała na kierunku Hasselt i Diest, który zagrażał lewej flance armii nad Gete. Belgijskie dowództwo generalne wybrało Haelen jako miejsce do stoczenia bitwy opóźniającej, aby zyskać czas na uporządkowany odwrót na zachód. Belgijska Dywizja Kawalerii została wysłana z Sint-Truiden do Budingen i Haelen, aby przedłużyć belgijską lewą flankę.

## Preludium

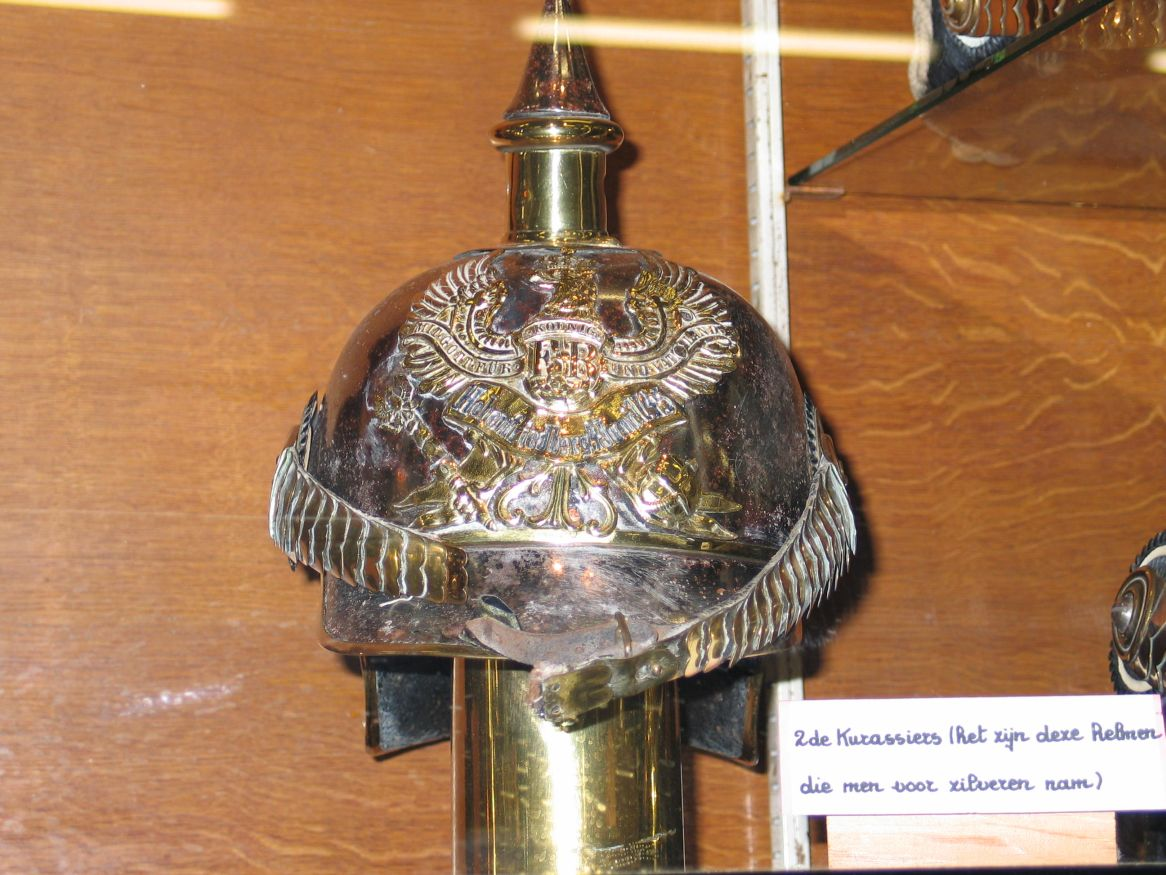
Niemiecki hełm kawaleryjski odzyskany z pola bitwy

Niemiecki II Korpus Kawalerii, dowodzony przez gen. Georga von der Marwitza, otrzymał rozkaz przeprowadzenia rozpoznania w kierunku Antwerpii, Brukseli i Charleroi. Do 7 sierpnia oddziały zwiadowcze stwierdziły, że obszar na linii od Diest do Huy jest pusty, bez wojsk belgijskich i alianckich. Plotki głosiły, że wojska belgijskie i francuskie znajdują się między Tienen a Huy; Marwitz posuwał się na północ, w kierunku oddziałów belgijskiej kawalerii, które wycofały się w kierunku Diest. 11 sierpnia belgijscy zwiadowcy kawaleryjscy zauważyli duże siły niemieckiej kawalerii, artylerii i piechoty w rejonie od Sint-Truiden do Hasselt i Diest. Belgijski sztab przewidywał, że manewry te zapowiadają niemieckie natarcie w kierunku tych dwóch miast. Aby zablokować napór przeciwnika, belgijska Dywizja Kawalerii, dowodzona przez gen. por. Léona de Witte, została wysłana do obrony mostu na rzece Gete w Haelen. Podczas wieczornej narady belgijski sztab generalny przekonał de Witte do podjęcia walki, aby zniweczyć niemiecką przewagę liczebną.
Generał de Witte obsadził przeprawy przez Gete w Diest, Haelen, Geetbets i Budingen. Główna droga z Hasselt do Diest przebiegała przez Haelen, w większości na lewym brzegu. W przypadku zdobycia tej miejscowości, Loksbergen i Waanrode zostałyby oskrzydlone, a całe lewe skrzydło armii belgijskiej byłoby zagrożone. Generał de Witte wykorzystał Haelen jako placówkę i skoncentrował batalion piechoty rowerowej oraz kawalerii pieszej za wsią, od Zelk do Velpen i przysiółka Liebroek, aby utworzyć linię oporu w razie zdobycia Haelen. W mieście znajdowało się wiele mostów nad rzekami Gete i Velp. Przez wieś przebiegała również Grootebaan (główna droga) łącząca Hasselt i Diest. Na początku wojny w regionie nie było wielu mostów, co czyniło te w Haelen szczególnie ważnymi. Belgijskie, jak i niemieckie dowództwo wojskowe zdawało sobie z tego sprawę. Równie ważny był, znajdująca się na południe od centrum Haelen, podwyższony wiadukt kolejowy, który biegł szerokim łukiem z południa na północ. Było to dawne połączenie kolejowe między Tienen i Diest, którego ślady są widoczne do dziś, częściowo pokrywające się z ulicami Sportlaan i Stadsbeemd, a ponadto wykorzystywane jako szlak rowerowy dla turystów. Ze starego dworca kolejowego w Haelen nic nie pozostało.
Aby pokonać Francję, niemiecki plan rozmieszczenia sił, oparty na pracach Alfreda von Schlieffena i Helmutha von Moltkego, zakładał szybkie natarcie przez Belgię, aby ominąć francuskie fortyfikacje wzdłuż granicy z Niemcami. Szybkie zdobycie Liège, dużego węzła kolejowego, miało kluczowe znaczenie dla Niemców. Chociaż miasto padło 7 sierpnia, otaczające je forty utrzymały się aż do 16 sierpnia. Z powodu silnego oporu wokół Liège, Brabancja Wschodnia i rzeka Gete przyciągnęły uwagę Niemców. Gdyby ich armii udało się przedrzeć gdzieś pomiędzy miastami Diest i Sint-Truiden, droga do Brukseli stałaby otworem, wbijając klin między dywizje armii belgijskiej na północy i południu.

## Bitwa

### 11 sierpnia

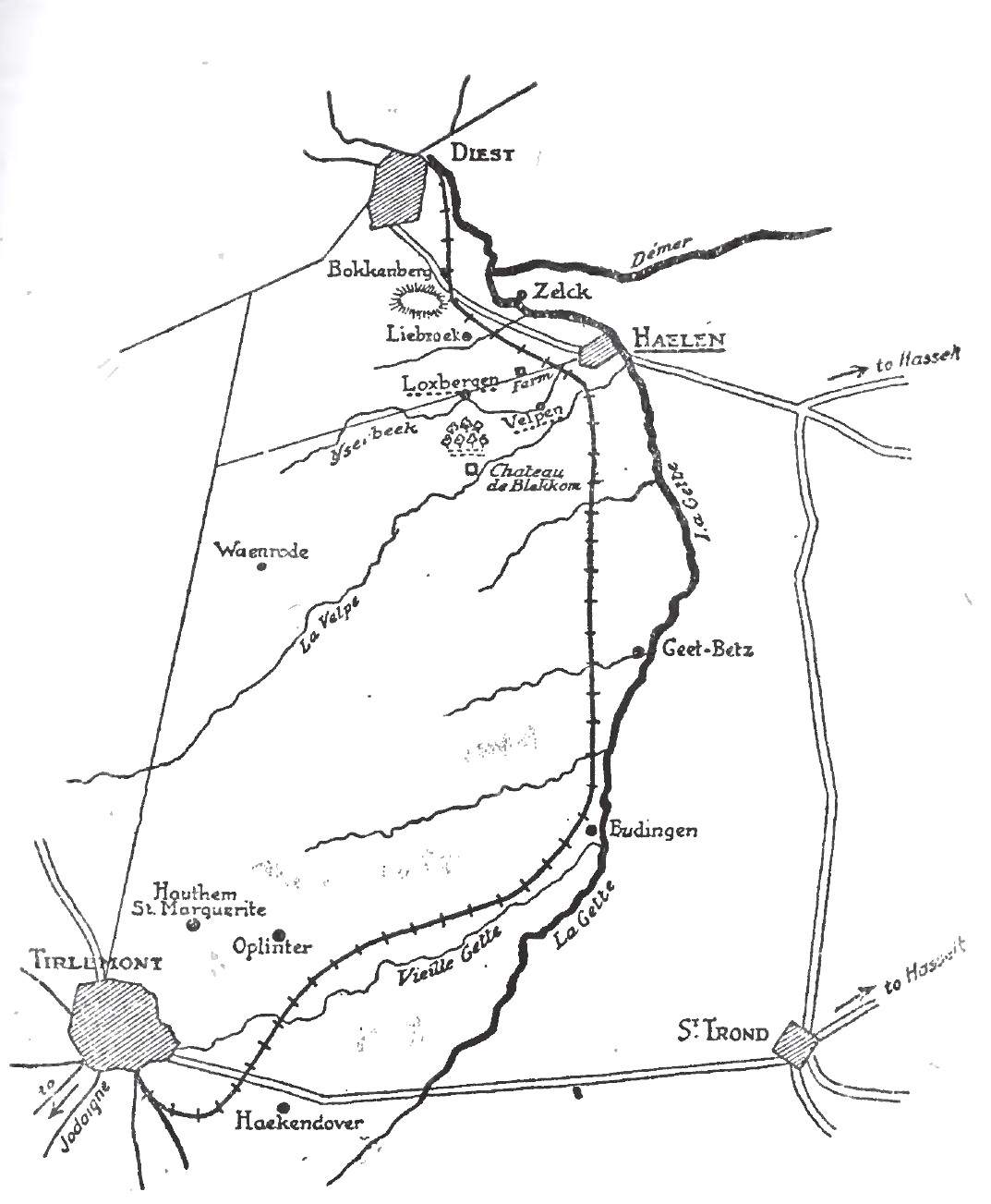
Mapa obszaru Haelen, między miastem Diest na północy a Tienen na południu, 1914

De Witte prowadził rozpoznanie w prowincjach Liège i Limburgia, a jego Dywizja Kawalerii odpowiadała również za obronę długiej i wrażliwej wschodniej flanki armii belgijskiej. 11 sierpnia doszło do wymiany ognia między grupami zwiadowców w pobliżu rzeki Halbeek w Herk-de-Stad oraz przy moście na Gete w Haelen. Stało się jasne, że II Korpus Kawalerii zostanie rozmieszczony w pobliżu Haelen, aby jak najszybciej przekroczyć rzekę Gete i ruszyć w kierunku Brukseli. W nocy z 11 na 12 sierpnia de Witte i jego sztab postanowili, że następnego dnia lansjerzy i zwiadowcy będą walczyć pieszo uzbrojeni w karabiny, zgodnie z rekomendacją dwóch młodych oficerów, dowódcy Tasniera i por. van Overstraetena.

### 12 sierpnia: rano
Dopiero wczesnym rankiem 12 sierpnia dowództwo armii belgijskiej w Leuven zdało sobie sprawę, że Niemcy kierują duże siły piechoty i kawalerii do Haelen. Niemiecka kawaleria ruszyła do ataku dopiero 12 sierpnia z powodu zmęczenia koni spowodowanego intensywnym letnim upałem i brakiem owsa. 2 Dywizja Kawalerii (dowodzona przez gen. mjr. von Kranego) posuwała się przez Hasselt do Spalbeek, a 4 Dywizja Kawalerii (dowodzona przez gen. por. Ottona von Garniera) przez Alken do Stevoort. O godzinie 7:00 rano belgijskie dowództwo dowiedziało się z przechwyconych depesz radiowych, że wojska niemieckie zbliżają się do pozycji de Witte i wysłało 4 Brygadę Mieszaną w celu wzmocnienia Dywizji Kawalerii. Posiłki dotarły do godziny 14:00 i 15:00.
Większość belgijskich wojsk zajęła pozycje w pobliżu i na południe od IJzerwinningshoeve (lokalnego gospodarstwa). W tym momencie tylko jedna kompania cyklistów (około 150 ludzi) strzegła mostu nad Gete. Marwitz nakazał 4 Dywizji Kawalerii przeprawić się przez rzekę i o 8:45 rano 7. i 9. batalion jegrów ruszyły do ataku. Około 8:00 rano niemiecka piechota, wspierana przez artylerię, zaatakowała most i wkrótce przytłoczyła obrońców. Podjęto decyzję o wysadzeniu mostu i wycofaniu się na południe od Haelen za wiadukt kolejowy. Jednak z powodu złej jakości belgijskiego prochu, eksplozja tylko lekko uszkodziła most. Niemiecki oddział zwiadowczy nacierający od strony Herk-de-Stad został ostrzelany przez wojska belgijskie, po czym ok. 200 belgijskich żołnierzy próbowało utworzyć pozycję obronną w starym browarze w Haelen, ale zostali wyparci, gdy Niemcy sprowadzili artylerię polową i wprowadzili do centrum Haelen około 1000 żołnierzy.
Niemieckie dowództwo było w euforii, gdy poinformowano je, że ważny most został zdobyty szybko i prawie nienaruszony. Niemieckie oddziały kawalerii wkroczyły do Haelen w pełnej sile bojowej. Jednocześnie w pobliżu zamku Landwijk w Donk zbudowano most pontonowy, aby przerzucić więcej wojsk przez Gete do ataku flankującego na Belgów. Pierwsze ataki na stację Haelen i wiadukt kolejowy zostały odparte przez dwie kompanie cyklistów ogniem karabinów i karabinów maszynowych. Napór niemieckiej piechoty uczynił jednak ich pozycję nie do utrzymania; około południa Belgowie wycofali się pieszo przez pola, aby dołączyć do głównych sił dywizji. Belgijska artyleria otworzyła ogień, który odsłonił jej zamaskowane pozycje; oficerowie artylerii mieli jednak wystarczająco dużo czasu na zbadanie terenu i zajęcie pozycji, a działa na wzgórzu Mettenberg były idealnie rozmieszczone. Pociski zaczęły eksplodować w centrum Haelen, gdzie rozlokowano dużą liczbę niemieckich żołnierzy, co wywołało panikę. Początkowo Niemcy sądzili, że ostrzał artyleryjski pochodzi ze wzgórza Bokkenberg.

### 12 sierpnia: popołudnie
Krótko po południu dwa szwadrony 17 Pułku Dragonów posuwały się wzdłuż Diestersteenweg do podnóża Bokkenbergu. W Zelk zostały zaatakowane przez belgisjkie oddziały ukryte za barykadą. Droga była otoczona żywopłotami i ogrodzona drutem kolczastym, co zmusiło dragonów do frontalnego ataku, w czasie którego wielu z nich zginęło, zostało rannych lub dostało się do niewoli. Belgijskie działa kontynuowały ostrzał, a niemal natychmiast po nim nastąpił nowy atak dragonów przez wiadukt kolejowy w kierunku Mettenbergu. Belgijscy cykliści wciąż wycofywali się przez pola i przekroczyli już Betserbaan, zapadniętą drogę biegnącą z północy na południe. Van Overstraeten obawiał się, że wycofują się zbyt szybko i nakazał cyklistom powrót na drogę oraz zajęcie tam nowych pozycji, ale niemiecka kawaleria już posuwała się przez pola. W ciągu następnych dwóch godzin na polu bitwy pojawiły się pułki dragonów, kirasjerów i ułanów w tej samej kolejności, w jakiej przeprawiły się przez rzekę Gete, które następnie zaatakowały Belgów lancami i szablami.
Cykliści zostali przyłapani na otwartej przestrzeni między drogą a farmą IJzerwinning. Zapadnięta droga przed nimi stanowiła barierę dla szarżującej kawalerii, a celność belgijskiej artylerii rozproszyła atakujących. Ogromna siła niemieckich ataków przytłoczyła jednak cyklistów, a kapitanowie Van Damme i Panquin polegli. Po zajęciu ich pozycji, cykliści zostali rażeni ogniem krzyżowym, gdy belgijscy lansjerzy otworzyli ogień w farmie IJzerwinning. Liczne szarże niemieckiej kawalerii zostały ostatecznie powstrzymane ogniem z broni ręcznej. Niemieckie ataki na belgijskie działa na Mettenbergu zakończyły się niepowodzeniem, atakujący nie byli w stanie szybko dotrzeć do farmy IJzerwinning. Wspierana przez artylerię w pobliżu stacji Haelen i we wsi Velpen, niemiecka piechota zaatakowała farmę i ostatecznie przytłoczyła obrońców. Z dużym opóźnieniem ta zła wiadomość dotarła do belgijskiej kwatery głównej w Leuven:

Kawaleria wycofuje się na Kersbeek-Miskom […], z całej dywizji nie pozostało prawie nic

Przełom na wschodnim skrzydle armii belgijskiej wydawał się faktem i królowi Albertowi doradzono jak najszybsze opuszczenie Leuven.

### 12 sierpnia: wieczór
Wojska belgijskie systematycznie traciły swoje pozycje, a sytuacja wydawała się beznadziejna. Między godziną 14:00 a 15:00 pierwsi żołnierze Brygady Mieszanej pojawili się na polu bitwy po 17-kilometrowym marszu z Tienen. Ich artyleria została rozlokowana na wzgórzu Molenberg („Wzgórze Wiatraków”) i w centrum wsi Loksbergen. Sekcje karabinów maszynowych brygady natychmiast otworzyły ogień do Niemców. Wsparcie nadeszło również z pobliskiego miasta Diest. Około godziny 17:00 płk Dujardin zebrał jednostkę bojową, która przyjechała z Diest do Zelk sześcioma samochodami. Dujardin został ciężko ranny pod Zelk, ale por. van Dooren z 4 Pułku Strzelców Konnych zdołał z kilkoma ludźmi uciszyć niemiecką artylerię wzdłuż drogi do Haelen. Około godziny 19:00 farma IJzerwinning została odbita, a de Witte nakazał kontratak na Velpen i Haelen, aby zepchnąć wroga na prawy brzeg rzeki Gete. W przeciwieństwie do dywizji kawalerii, 4 Brygada Mieszana składała się głównie z poborowych i brakowało jej oficerów. Niedoświadczona piechota na ślepo zaatakowała w kierunku wioski Velp, gdzie niemieccy strzelcy karabinów maszynych ukryli się w kilku domach i gospodarstwach, po czym została odparta. O zmierzchu nastąpiła cisza, gdy będąc pod wrażeniem belgijskiego oporu, po ograniczonych zdobyczach terytorialnych i przybyciu belgijskich posiłków, Niemcy przerwali atak i wycofali się. O godzinie 23:00 telegram od gen. de Witte dotarł do kwatery głównej króla Alberta w Leuven:

[…] Wojska niemieckie zostały odparte pod Haelen, ponosząc ogromne straty w ludziach i koniach […]

## Następstwa

### Analiza

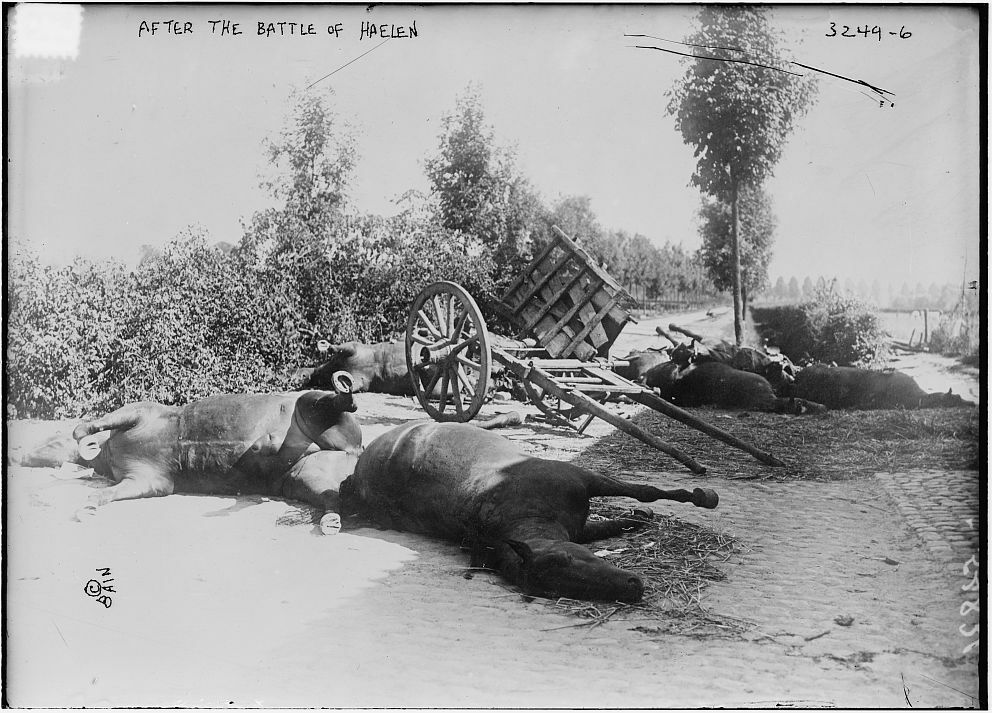
Martwe konie po bitwie pod Haelen

De Witte odparł ataki niemieckiej kawalerii, wydając własnej kawalerii, w skład której wchodziła kompania cyklistów i oddział pionierów, rozkaz walki pieszo i odparcia ataku zmasowanym ogniem karabinowym. Niemcy ponieśli znaczne straty. Niemieckiej kawalerii udało się zamaskować działania na prawym skrzydle, ustanowić front równoległy do Liège i odkryć pozycje belgijskiej armii polowej, ale nie udało jej się przebić przez belgijską linię frontu i rozpoznać pozycji nieprzyjaciela. Uczestnik bitwy, Maximilian von Poseck, powiedział po walce:

Brygada jest zniszczona […] Wpadła na piechotę, artylerię i karabiny maszynowe, zawisła na drucie kolczastym, wpadła w zagłębienie drogi, wszyscy zostali zestrzeleni

Chociaż było to bezsprzeczne lokalne zwycięstwo Belgów, bitwa miała niewielki wpływ na całościowy przebieg działań bojowych i nie przeszkodziła Niemcom w późniejszym obleganiu i zdobyciu ufortyfikowanych obszarów Namur, Liège i Antwerpii, na których opierała się cała belgijska strategia. Niemiecki marsz został zatrzymany dopiero w bitwie nad rzeką Yser pod koniec października 1914 roku, kiedy to Niemcy wyparli wojska belgijskie i alianckie z 90% terytorium Belgii i narzucili jej rząd wojskowy.

### Straty
Niemiecka 4 Dywizja Kawalerii poniosła straty w wysokości 501 żołnierzy i ok. 848 koni podczas bitwy, co daje odpowiednio 16% i 28% strat. Straty 2. i 4 Dywizji Kawalerii wyniosły 150 zabitych, 600 rannych i 200–300 wziętych do niewoli. Armia belgijska straciła 1122 żołnierzy, w tym 160 zabitych i 320 rannych.

### Kolejne operacje

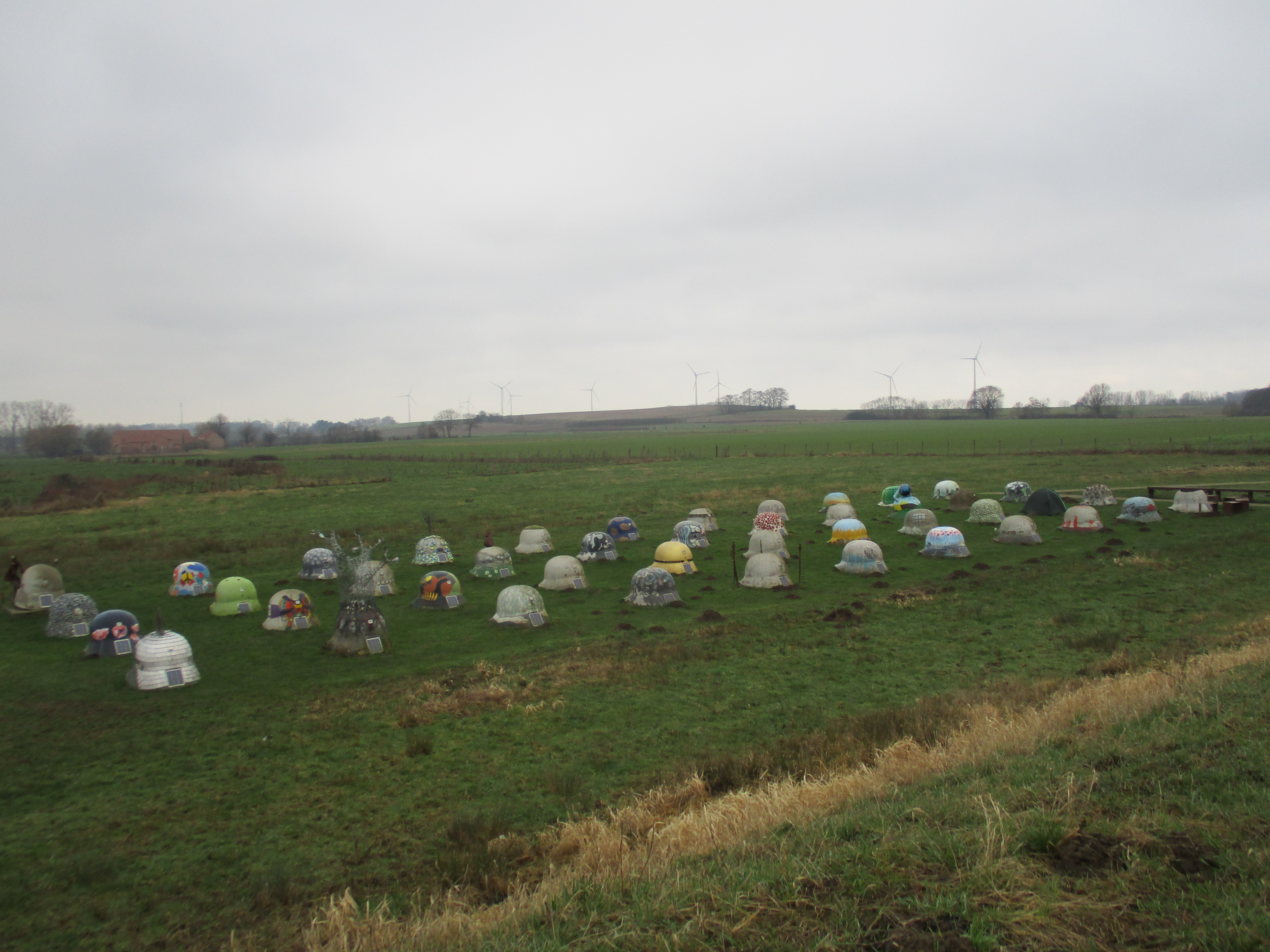
44 hełmy symbolizujące okupację niemiecką podczas I wojny światowej

Do rozpoczęcia niemieckiego natarcia na Francję, 2 Dywizja Kawalerii pozostawała w pobliżu Hasselt, aby strzec obszaru w pobliżu Gete, a 4 Dywizja Kawalerii ruszyła na południe 13 sierpnia w okolice Loon, a następnie na południowy wschód od Tienen i dołączyła do 9 Dywizji Kawalerii, która 14 sierpnia przekroczyła Mozę. 16 sierpnia von Marwitz wraz z obiema dywizjami pomaszerował do Opprebais i Chaumont-Gistoux, gdzie doszło do potyczek z kawalerią i artylerią, po czym napotkał dobrze okopaną piechotę. Następnego dnia kawaleria powoli wycofała się w kierunku Hannut.

## 44 hełmy
Z okazji setnej rocznicy wybuchu I wojny światowej w miejscowości Halen, niedaleko pola bitwy, umieszczono 44 betonowe hełmy, symbolizujące niemiecką okupację tego obszaru podczas wojny. Każdy hełm reprezentuje jedno z miast Limburgii.